# Onthophagus falculatus
Onthophagus falculatus là một loài bọ cánh cứng trong họ Bọ hung (Scarabaeidae).